# Liste des présidents de la république des Maldives

## Liste

Drapeau du Président de la République des Maldives.

Entre 1954 et 1968, la fonction de chef de l'État est occupée par le sultan des Maldives.
| N°                           | Portrait                   | Nom                        | Élection                   | Mandat                     | Mandat                     | Parti                      | Parti                      |                            |                            |
| N°                           | Portrait                   | Nom                        | Élection                   | Début                      | Fin                        | Parti                      | Parti                      |                            |                            |
| Ire République (1953-1954)   | Ire République (1953-1954) | Ire République (1953-1954) | Ire République (1953-1954) | Ire République (1953-1954) | Ire République (1953-1954) | Ire République (1953-1954) | Ire République (1953-1954) | Ire République (1953-1954) | Ire République (1953-1954) |
| ---------------------------- | -------------------------- | -------------------------- | -------------------------- | -------------------------- | -------------------------- | -------------------------- | -------------------------- | -------------------------- | -------------------------- |
| 1                            |                            | Mohamed Amin Didi          | 1952                       | 1er janvier 1953           | 2 septembre 1953           |                            | RMP                        |                            |                            |
| –                            |                            | Ibrahim Muhammad Didi      | —                          | 2 septembre 1953           | 7 mars 1954                |                            | RMP                        |                            |                            |
| IIe République (depuis 1968) |                            |                            |                            |                            |                            |                            |                            |                            |                            |
| 2                            |                            | Ibrahim Nasir              | 1968                       | 11 novembre 1968           | 11 novembre 1973           |                            | Indépendant                |                            |                            |
| 2                            | 1973                       | Ibrahim Nasir              | 11 novembre 1973           | 11 novembre 1978           |                            |                            | Indépendant                |                            |                            |
| 3                            |                            | Maumoon Abdul Gayoom       | 1978                       | 11 novembre 1978           | 11 novembre 1983           |                            | Indépendant                |                            |                            |
| 3                            | 1983                       | Maumoon Abdul Gayoom       | 11 novembre 1983           | 11 novembre 1988           |                            |                            | Indépendant                |                            |                            |
| 3                            | 1988                       | Maumoon Abdul Gayoom       | 11 novembre 1988           | 11 novembre 1993           |                            |                            | Indépendant                |                            |                            |
| 3                            | 1993                       | Maumoon Abdul Gayoom       | 11 novembre 1993           | 11 novembre 1998           |                            |                            | Indépendant                |                            |                            |
| 3                            | 1998                       | Maumoon Abdul Gayoom       | 11 novembre 1998           | 11 novembre 2003           |                            |                            | Indépendant                |                            |                            |
| 3                            | 2003                       | Maumoon Abdul Gayoom       | 11 novembre 2003           | 11 novembre 2008           |                            |                            | Indépendant                |                            |                            |
| 4                            |                            | Mohamed Nasheed            | 2008                       | 11 novembre 2008           | 7 février 2012             |                            | MDP                        |                            |                            |
| 5                            |                            | Mohammed Waheed Hassan     | –                          | 7 février 2012             | 17 novembre 2013           |                            | GIP                        |                            |                            |
| 6                            |                            | Abdulla Yameen             | 2013                       | 17 novembre 2013           | 17 novembre 2018           |                            | PPM                        |                            |                            |
| 7                            |                            | Ibrahim Mohamed Solih      | 2018                       | 17 novembre 2018           | 17 novembre 2023           |                            | MDP                        |                            |                            |
| 8                            |                            | Mohamed Muizzu             | 2023                       | 17 novembre 2023           | en fonction                |                            | PNC                        |                            |                            |